# Jeffrey Chiesa
Jeffrey Scott ”Jeff” Chiesa, född 22 juni 1965 i Bound Brook i New Jersey, är en amerikansk republikansk politiker. Innan Chiesa tillträdde som delstatens justitieminister (attorney general) 2012 var han nära medarbetare till New Jerseys guvernör Chris Christie. Christie utnämnde Chiesa till ledamot av USA:s senat för New Jersey sedan senator Frank Lautenberg avlidit i ämbetet i juni 2013. Chiesa tillträdde som senator den 10 juni 2013, men ställde inte upp i fyllnadsvalet i oktober 2013 och lämnade sin plats i senaten när hans tillfälliga förordnande löpte ut. Chiesa är den senaste republikanen som tjänstgjort som amerikansk senator från New Jersey.